# 강석필
강석필은 대한민국의 영화 감독이자 프로그래머이다. 서울대학교에서 정치학을 전공하고 졸업과 함께 다큐멘터리 전문 제작 단체인 서울영상집단에 들어가 꾸준히 작품 활동을 하고 있다. 홍형숙 감독과 함께 《변방에서 중심으로》, 《본명선언》, 《시작하는 순간》, 《경계도시》, 《경계도시2》 등을 작업하면서 프로듀서, 촬영, 편집 등을 맡았으며, DMZ국제다큐멘터리영화제의 프로그래머로서도 활동하고 있고, 그의 첫작품은 2013년 개봉한 [춤추는 꽃]

## 학력
- 서울대학교 정치학과

## 연출 활동
- 춤추는 꽃
- 경계도시
- 경계도시 2

## 수상
- 2013년 제10회 서울환경영화제 국제환경영화경선 심사위원 특별상
- 2012년 제38회 서울독립영화제 우수작품상